# Heteroxenicus stellatus
Heteroxenicus stellatus е вид птица от семейство Muscicapidae, единствен представител на род Brachypteryx.

## Разпространение
Видът е разпространен в Бутан, Китай, Индия, Мианмар, Непал и Виетнам.